# 伊藤正树
伊藤正树（日语：／ Itō Masaki，1988年11月2日—），日本男子蹦床运动员，2010年世界蹦床锦标赛男子双人网上铜牌得主、2011年世界蹦床锦标赛男子网上团体金牌得主和男子个人网上铜牌得主、2017年世界蹦床锦标赛男子网上团体铜牌得主。